# Strâmba-Vulcan
Strâmba-Vulcan – wieś w Rumunii, w okręgu Gorj, w gminie Ciuperceni. W 2011 roku liczyła 364 mieszkańców.